# Atletismo na Universíada de Verão de 2025
O atletismo na Universíada de Verão de 2025 foi disputado no Lohrheidestadion um estádio multiuso em Bochum, na Alemanha, entre 21 e 27 de julho de 2025.

## Calendário
| Atletismo | Julho | Julho | Julho | Julho | Julho | Julho | Julho | Julho | Julho | Julho | Julho | Julho | Eventos |
| Atletismo | 16    | 17    | 18    | 19    | 20    | 21    | 22    | 23    | 24    | 25    | 26    | 27    | Eventos |
| --------- | ----- | ----- | ----- | ----- | ----- | ----- | ----- | ----- | ----- | ----- | ----- | ----- | ------- |
|           |       |       |       |       |       | 1     | 5     | 5     | 12    | 3     | 11    | 14    | 51      |

|  | Dia de competição |  | Dia de final |

## Medalhistas

### Masculino
| 100m                       | RSA Bayanda Joy Walaza   | THA Puripol Boonson                  | JPN Hiroki Yanagita        |
| 200m                       | RSA Bayanda Joy Walaza   | ESP Adria Medero                     | KOR Lee Jaeseong           |
| 400m                       | RSA Lythe Tyresse Pillay | HUN Patrik Simon Enyingi             | ITA Edoardo Scotti         |
| 800m                       | ESP David Bravo          | POL Maciej Michal Wyderka            | TUR Mehmet Celik           |
| 1 500m                     | POL Filip Ostrowski      | FRA Titouan La Salle                 | GBR Samuel John Charig     |
| 5 000m                     | FRA Arthur Gervais       | GBR David Steven Mullarkey           | KEN Collins Kiprotich      |
| 10 000m                    | KEN Brian Muange Musau   | GBR David Steven Mullarkey           | ESP Mario Montero          |
| 110m com barreiras         | JPN Tatsuki Abe          | ESP Angel Rodriguez                  | RSA Mondray Barnard        |
| 400m com barreiras         | TUR Berke Akcam          | USA Ryan Michael Matulonis           | SVK Patrik Domotor         |
| 3000m com obstáculos       | LUX Ruben Querinjean     | ESP Alejandro Sanchez                | HUN István Palkovits       |
| 4 x 100 m                  | KOR Coreia do Sul        | RSA África do Sul                    | IND Índia                  |
| 4 x 400 m                  | POL Polônia              | USA Estados Unidos                   | TUR Turquia                |
| Provas de estrada          |                          |                                      |                            |
| 20 km marcha atlética      | ITA Andrea Cosi          | JPN Atsuki Tsuchiya                  | UKR Mykola Rushchak        |
| Meia-maratona              | JPN Shinsaku Kudo        | TUR Ramazan Bastug                   | JPN Ryuto Uehara           |
| Provas de estrada (equipe) |                          |                                      |                            |
| 20 km marcha atlética      | JPN Japão                | AUS Austrália                        | CHN China                  |
| Meia-maratona              | JPN Japão                | TUR Turquia                          | CHN China                  |
| Provas de campo            |                          |                                      |                            |
| Salto em altura            | ISR Jonathan Kapitolnik  | TPE Fu Chao-Hsuan                    | AUS Roman Anastasios       |
| Salto com vara             | NOR Simen Guttormsen     | LAT Valters Kreiss                   | HUN Márton Böndör          |
| Salto em distância         | CHN Shu Heng             | JPN Koki Fujihara                    | GER Luka Herden            |
| Salto triplo               | AUS Connor Murphy        | IND Praveen Chithravel               | BRA João Pedro de Azevedo  |
| Lançamento de peso         | RSA Aiden Smith          | CHN Xing Jialiang                    | ITA Riccardo Ferrara       |
| Lançamento de disco        | GER Mika Sosna           | GER Steven Richter                   | UKR Mykhailo Brudin        |
| Lançamento de martelo      | UKR Mykhailo Kokhan      | GER Merlin Hummel                    | ITA Giorgio Olivieri       |
| Lançamento de dardo        | SUI Simon Wieland        | GER Nick Thumm                       | FIN Topias Yki Eerik Laine |
| Eventos combinados         |                          |                                      |                            |
| Decatlo                    | AUS Benjamin Guse        | FIN ALeksi Oskari Leonard Savolainen | SUI Nino Portmann          |

### Feminino
| 100m                       | AUS Georgia Harris               | POL Magdalena Anita Stefanowicz | RSA Gabriella Hailey Mrie Marais |
| 200m                       | ITA Vittoria Fontana             | SUI Leonie Pointet              | ESP Esperanca Gil                |
| 400m                       | CZE Barbora Malikova             | CRO Veronika Drljacic           | ITA Alessandra Bonora            |
| 800m                       | ITA Eloisa Coiro                 | SUI Veronica Vancardo           | ESP Daniela Tena                 |
| 1 500m                     | SUI Joceline Wind                | GBR Amy Sarah Calvert           | NZL Kimberley Ellen May          |
| 5 000m                     | FRA Julia David-Smith            | IND Seema Seema                 | GBR Emily Jane Parker            |
| 10 000m                    | SLO Klara Lukan                  | KEN Sarah Wanjiru Njeri         | ESP Alicia Martin                |
| 100m com barreiras         | FIN Saara Fu Sofia Keskitalo     | HUN Anna Tóth                   | POL Alicja Katarzyna Sielska     |
| 400m com barreiras         | ITA Alice Muraro                 | ISV Michelle Mycah Leonie Smith | HUN Sára Mátó                    |
| 3000m com obstáculos       | FIN Ilona Lotta Maaria Mononen   | IND Ankita Ankita               | GER Adia Budde                   |
| 4 x 100 m                  | AUS Austrália                    | SUI Suíça                       | GER Alemanha                     |
| 4 x 400 m                  | GER Alemanha                     | POL Polônia                     | CAN Canadá                       |
| Provas de estrada          |                                  |                                 |                                  |
| 20 km marcha atlética      | AUS Elizabeth McMillen           | CHN Ning Jinlin                 | CHN Ji Haying                    |
| Meia-maratona              | CHN Ma Xiuzhen                   | JPN Makoto Tsuchiya             | JPN Mariya Noda                  |
| Provas de estrada (equipe) |                                  |                                 |                                  |
| 20 km marcha atlética      | CHN China                        | AUS Austrália                   | IND Índia                        |
| Meia-maratona              | JPN Japão                        | CHN China                       | TUR Turquia                      |
| Provas de campo            |                                  |                                 |                                  |
| Salto em altura            | ESP Una Stevanovic               | ITA Asia Tavernini              | CYP Elena Kulichenko             |
| Salto com vara             | BEL Elien Vekemans               | NOR Kitty Augusta Friele Faye   | CAN Rachel Grenke                |
| Salto em distância         | POR Agate Sousa                  | CHN Xiong Shiqi                 | COL Natalia Carolina Gonzalez    |
| Salto triplo               | UZB Sharifa Davronova            | CZE Linda Sucha                 | AUS Desleigh Owusu               |
| Lançamento de peso         | SWE Axelina Elen Signe Johansson | USA Abria Deonna Celene Smith   | RSA Colette Uys                  |
| Lançamento de disco        | TUR Ozlem Becerek                | SWE Anna Caisa-Marie Lindfors   | GER Antonia Kinzel               |
| Lançamento de martelo      | CHN Zhao Jie                     | IRL Nicola Tuthill              | FIN Sara Sofia Killinen          |
| Lançamento de dardo        | TUR Esra Turkmen                 | USA Evelyn Louise Bliss         | POL Jana Van Schalkwyk           |
| Eventos combinados         |                                  |                                 |                                  |
| Heptatlo                   | IRL Katherine O'Connor           | HUN Szabina Szucs               | AUS Emelia Surch                 |

### Misto
| 4 x 400 m | POL Polônia | RSA África do Sul | USA Estados Unidos |

## Quadro de Medalhas
| Atualizado em 22h 18min de 31 de julho de 2025 (UTC) | v d e |

| Ordem | País                         | Medalha de ouro | Medalha de prata | Medalha de bronze |    |
| ----- | ---------------------------- | --------------- | ---------------- | ----------------- | -- |
| 1     | JPN Japão                    | 5               | 3                | 3                 | 11 |
| 2     | AUS Austrália                | 5               | 2                | 3                 | 10 |
| 3     | CHN China                    | 4               | 4                | 3                 | 11 |
| 4     | RSA África do Sul            | 4               | 2                | 4                 | 10 |
| 5     | ITA Itália                   | 4               | 1                | 4                 | 9  |
| 6     | POL Polônia                  | 3               | 3                | 1                 | 7  |
| 7     | TUR Turquia                  | 3               | 2                | 3                 | 8  |
| 8     | ESP Espanha                  | 2               | 3                | 4                 | 9  |
| 8     | GER Alemanha                 | 2               | 3                | 4                 | 9  |
| 10    | SUI Suíça                    | 2               | 3                | 1                 | 6  |
| 11    | FIN Finlândia                | 2               | 1                | 2                 | 5  |
| 12    | FRA França                   | 2               | 1                |                   | 3  |
| 13    | KEN Quênia                   | 1               | 1                | 1                 | 3  |
| 14    | CZE Chéquia                  | 1               | 1                |                   | 2  |
| 14    | IRL Irlanda                  | 1               | 1                |                   | 2  |
| 14    | NOR Noruega                  | 1               | 1                |                   | 2  |
| 14    | SWE Suécia                   | 1               | 1                |                   | 2  |
| 18    | UKR Ucrânia                  | 1               |                  | 2                 | 3  |
| 19    | KOR Coreia do Sul            | 1               |                  | 1                 | 2  |
| 20    | BEL Bélgica                  | 1               |                  |                   | 1  |
| 20    | ISR Israel                   | 1               |                  |                   | 1  |
| 20    | LUX Luxemburgo               | 1               |                  |                   | 1  |
| 20    | POR Portugal                 | 1               |                  |                   | 1  |
| 20    | SLO Eslovênia                | 1               |                  |                   | 1  |
| 20    | UZB Uzbequistão              | 1               |                  |                   | 1  |
| 26    | USA Estados Unidos           |                 | 4                | 1                 | 5  |
| 27    | HUN Hungria                  |                 | 3                | 3                 | 6  |
| 28    | GBR Grã-Bretanha             |                 | 3                | 2                 | 5  |
| 28    | IND Índia                    |                 | 3                | 2                 | 5  |
| 30    | CRO Croácia                  |                 | 1                |                   | 1  |
| 30    | ISV Ilhas Virgens Americanas |                 | 1                |                   | 1  |
| 30    | LAT Letônia                  |                 | 1                |                   | 1  |
| 30    | THA Tailândia                |                 | 1                |                   | 1  |
| 30    | TPE Taipé Chinês             |                 | 1                |                   | 1  |
| 35    | CAN Canadá                   |                 |                  | 2                 | 2  |
| 36    | BRA Brasil                   |                 |                  | 1                 | 1  |
| 36    | COL Colômbia                 |                 |                  | 1                 | 1  |
| 36    | CYP Chipre                   |                 |                  | 1                 | 1  |
| 36    | NZL Nova Zelândia            |                 |                  | 1                 | 1  |
| 36    | SVK Eslováquia               |                 |                  | 1                 | 1  |